# Ломаноше
Ломаноше (словен. Lomanoše) — поселення в общині Горня Радгона, Помурський регіон, Словенія. Висота над рівнем моря: 231,9 м.